# Cymbidium ballianum
Cymbidium ballianum är en orkidéart som beskrevs av Robert Allen Rolfe. Cymbidium ballianum ingår i släktet Cymbidium, och familjen orkidéer.
Artens utbredningsområde är Burma. Inga underarter finns listade i Catalogue of Life.